# Chùa Tiên
Chùa Tiên - Mẫu Đầm Đa (hay còn được người dân gọi là Chùa Tiên - Đầm Đa) là một quần thể du lịch thuộc địa phận xã Phú Nghĩa, huyện Lạc Thủy, tỉnh Hòa Bình. Trong quần thể có một ngôi chùa tên là Chùa Tiên, được Bộ văn hóa - Thông tin Việt Nam cấp bằng Di tích lịch sử văn hóa tháng 9 năm 1989.
Khu Du lịch Chùa Tiên - Đầm Đa là một quần thể du lịch bao gồm nhiều hang động, đền chùa tuyệt đẹp, nằm bên kia sườn dãy núi Hương Sơn Chùa Hương.
Ngoài ra quần thể danh thắng Chùa Tiên là di chỉ khảo cổ học cấp quốc gia.

## Địa danh
- Quán trình (còn gọi là Đền Trình) thờ tam vị đức thánh ông, nằm ở vị trí trung tâm của vùng đất Nhượng Lão.
- Đền Mẫu nơi Thờ Mẹ một tín ngưỡng bản địa nguyên thủy của người việt cổ, đền cũng thường gọi Đền mẫu âu cơ nơi đây là Mẫu Đầm Đa. Ngôi đền được xây dựng giống với ngôi nhà sàn của người Mường, sau đền là dãy núi với nhiều hang động.
- Động Mẫu Long (còn gọi là Động Mẫu Âu Cơ), có dòng suối chảy qua động trong động Mẫu Long là nơi ngự của Mẫu âu cơ với bọc trăm trứng và cánh chim lạc việt.
- Động Ông Hoàng Bảy
- Động Cô Chín
- Chùa Châu Sơn (Ngôi chùa lớn tại khu danh thắng)
- Động Suối Vàng Suối Bạc
- Động Cậu Bé
- Động Ông Hoàng Mười
- Động Cung Tiên
- Động Ông Hoàng Bơ và Động - Chùa Tiên
- Động Bình An (Thờ quan âm bồ tát)
- Động Thủy Tiên
- Đệ Nhị Sơn Động (Thờ Quan giám sát)
- Động Tiên Sơn (Thờ Mẫu Thượng Ngàn)
- Đền Mẫu Thoải
- Động Linh Sơn Địa Mẫu (Địa Mẫu) nơi Thờ Địa Mẫu (người tạo ra thế giới)
- Động Người Xưa (Hang Hồ) chứa định dấu tích và đồ dùng của người Việt cổ còn có tên là Động Người Xưa.